# Идиом (социолингвистика)
 Тази статия е за социолингвистичния идиом.  За фразеологичния идиом вижте идиом.  
Идио́мът (на гръцки: ιδίωμα; на френски: idiome „език, наречие“) е социолингвистичен понятиен термин, получил разпространение през 20. век. Социолингвистичният идиом обобщава естествената езиково-знакова система от гледна точка на лексикалната семантика и лингвистиката.
Идиомът разграничава четири нива на разграждане на речта:
1. език (лингвистика);
2. наречие;
3. диалект;
4. говор.

Целта на социолингвистичния идиом е да даде отговор на въпроса „Език или диалект е дадено наречие?“. С оглед правилния отговор на въпроса се използва лингвистичният способ по аусбау-парадигмата и историческия метод, въведен като правно аксилогичен и онтологичен от Германската историческа школа през 19. век.